# منطقة ثوبال
ثوبال رمزها «TH» (بالإنجليزية: Thoubal)‏ ، هو تقسيم إداري لدولة الهند تتبع ولاية مانيبور (بالإنجليزية: Manipur)‏ ، مركزها هو مدينة ثوبال (بالإنجليزية: Thoubal)‏ عدد سكانها حسب تعداد سنة 2001 هو 366,341 ، مساحتها 514 كم² وكثافة السكان 713 لكل كم² .